# Pediodectes nigromarginatus
Pediodectes nigromarginatus är en insektsart som först beskrevs av Andrew Nelson Caudell 1902.  Pediodectes nigromarginatus ingår i släktet Pediodectes och familjen vårtbitare.

## Underarter
Arten delas in i följande underarter:
- P. n. griseis
- P. n. nigromarginatus